# Beit ed-Dine
Beit ed-Dine (en árabe بيت الدين, se traduce como "Casa de la religión") es una pequeña ciudad del Líbano, en el distrito de Chouf de la gobernación del Monte Líbano, se encuentra a 50 km al sureste de Beirut y cerca del pueblo de Deir el Qamar. Es una ciudad famosa por su magnífico Palacio de Beiteddine, donde cada año se lleva a cabo en el verano la Fiesta de Beiteddine.
El emir Bashir Shihab II, que más tarde fue designado para gobernar el Monte Líbano, comenzó a construir el palacio en 1788, en el lugar de una ermita drusa, llevó cerca de 30 años en terminarse, trabajaron en ella los mejores artesanos de Damasco y Alepo, así como arquitectos italianos, por lo que su estilo es una mezcla entre lo tradicional árabe e italiano barroco.
En 1934, fue declarado monumento nacional, en 1943, Bechara El Khoury, (primer presidente libanés), la declaró residencia oficial del presidente. Durante la guerra civil libanesa quedó severamente dañada. Después de 1984, cuando los combates en la zona se retiraron, Walid Jumblatt ordenó su restauración. Hay partes del palacio están abiertas al público, mientras que el resto sigue siendo la residencia de verano del presidente.
Bashir construyó tres palacios más en la ciudad para sus hijos, hasta hoy sólo el palacio Mir Amin sobrevivió y hoy es un lujoso hotel.